# 東吉萊斯皮 (伊利諾伊州)
東吉萊斯皮（英語：East Gillespie）是位於美國伊利諾伊州馬庫平縣的一個村落。

## 地理
東吉萊斯皮的座標為39°08′14″N 89°48′53″W / 39.13722°N 89.81472°W，而該地最高點為海拔高度202米（即663英尺）。

## 人口
根據2010年美國人口普查的數據，東吉萊斯皮的面積為0.83平方千米，當中陸地面積為0.83平方千米，而水域面積為0.00平方千米。當地共有人口270人，而人口密度為每平方千米325人。